# Felhévíz
Felhévíz ([ˈfɛlheːviːz], en allemand : Aigen) est un quartier de Budapest situé dans le 2e arrondissement au bord du Danube, en contrebas de Rózsadomb et de Szemlőhegy.